# Leo Baer (Antiquar)
Leopold Alfred Baer (* 7. August 1880 in Frankfurt am Main; † 6. Dezember 1948 in Paris) war ein deutscher Antiquar und Kunsthistoriker.

## Leben
Leo Baer war der Sohn von Simon Leopold Baer (1845–1919) aus dem bekannten Antiquariat Joseph Baer & Co. in Frankfurt am Main. Nach dem Besuch des Gymnasiums in Frankfurt von 1886 bis 1898 studierte er Kunstgeschichte, Klassische Archäologie und Philosophie in München, Berlin, Straßburg sowie Heidelberg und wurde 1902 in Heidelberg promoviert. Danach trat er in das Familienantiquariat ein, ab 1905 zusammen mit seinem Bruder Edwin Baer (1881–1965) als Prokurist, ab 1911 mit seinem Bruder und Moriz Sondheim als Mitinhaber. 1911 und 1913 bereiste er Europa und Amerika. Im Ersten Weltkrieg war er von 1914 bis 1918 Soldat. Nach dem Berufsverbot durch die Reichskammer der Bildenden Künste und die Auflösung des Antiquariats im Juni 1934 ging er in die Schweiz, wo er mit seinem Bruder Edwin in Genf das Antiquariat „Aux amateurs des livres“ führte, und von dort 1937 nach Paris, wo er mit Sitz im 5. Arrondissement, Rue de l’Abbé de l’Epée 14, weiter im Antiquariatsbuchhandel tätig war. 1939 wurde er als feindlicher Ausländer verhaftet und in Internierungslagern untergebracht. Nach gelungener Flucht lebte er mit seiner Familie mit gefälschten Ausweisen im Untergrund. Aufgrund der Strapazen starb er drei Jahre nach Kriegsende. Sein Sohn Alexandre (* 1921) und sein Enkel William führten sein Geschäft fort („Librairie Joseph Baer & C°.“).
Baer war auch wissenschaftlich auf dem Gebiet der Kunstgeschichte tätig und beschäftigte sich vor allem mit den Anfängen der Buchillustration, er war auch als Mitarbeiter des Allgemeinen Lexikons der Bildenden Künstler von der Antike bis zur Gegenwart tätig.

## Schriften (Auswahl)
- Die illustrierten Historienbücher des 15. Jahrhunderts. Ein Beitrag zur Geschichte des Formschnittes. Heitz, Straßburg 1903 (Dissertation, archive.org).
- Mit Holzschnitten verzierte Buchumschläge des XV. und XVI. Jahrhunderts. Frankfurt a. M. 1923.
- Der Heidelberger Totentanz und die mittelrheinische Buchillustration des fünfzehnten Jahrhunderts. In: Aloys Ruppel (Hrsg.): Gutenberg Festschrift zur Feier des 25jährigen Bestehens des Gutenbergmuseums in Mainz. Gutenberggesellschaft, Mainz 1925, S. 269–275.
- Holzschnitte auf Buchumschlägen aus dem XV. und der ersten Hälfte des XVI. Jahrhunderts. Heitz, Straßburg 1936.